# Ines Bathen
Ines Bathen (* 27. August 1990 in Meschede) ist eine deutsche Volleyballspielerin.

## Karriere
Ines Bathen spielte in der Jugend Volleyball beim TuS Nuttlar und beim RC Sorpesee. 2007 wechselte die Außenangreiferin zum Bundesligisten USC Münster. 2009 wurde sie mit der deutschen Junioren-Nationalmannschaft U20-Weltmeisterin. 2018 beendete Bathen ihre Profikarriere und spielt seitdem mit der zweiten Mannschaft des USC in der 3. Liga West.

## Auszeichnungen
Bathen wurde vom Sportbund der Stadt Münster beim Ball des Sports 2007 als „Juniorsportler des Jahres“ ausgezeichnet.